# Klaus Zobrekis
Klaus Zobrekis (* 1. Februar 1970) war 1987 und 1988 zweifacher Junioren-Europameister im 8-Ball-Poolbillard. 2002 schaffte er zudem den Finaleinzug des Euro-Tour Turniers in Willingen, wo er jedoch Roman Hybler unterlag. Er ist immer noch als Spieler aktiv, derzeit beim BSV Weinheim. 2011 gewann er die Stuttgart Open.
Er ist Entwickler des Z9-Billardtuchs und lebt in Lampertheim.
| Personendaten    | Personendaten                                                 |
| ---------------- | ------------------------------------------------------------- |
| NAME             | Zobrekis, Klaus                                               |
| KURZBESCHREIBUNG | deutscher Billardspieler und Junioren-Europameister 1987/1988 |
| GEBURTSDATUM     | 1. Februar 1970                                               |